# チミジル酸-5'-ホスファターゼ
チミジル酸-5'-ホスファターゼ(Thymidylate 5'-phosphatase、EC 3.1.3.35)は、以下の化学反応を触媒する酵素である。
チミジル酸 + 水{\displaystyle \rightleftharpoons }チミジン + リン酸
従って、この酵素の基質はチミジル酸と水の2つ、生成物はチミジンとリン酸の2つである。
この酵素は加水分解酵素に分類され、特にリン酸モノエステル結合に作用する。系統名は、チミジル酸-5'-ホスホヒドロラーゼ(thymidylate 5'-phosphohydrolase)である。dTMPアーゼ等とも呼ばれる。